# 국제장애인기능올림픽대회
국제장애인기능올림픽대회((영어)Abilympics : Ability(능력)+Olympics(올림픽의 결합어)는 국제연합(UN)이 정한 '세계장애인의 해'인 1981년 시작되어 장애인의 기능향상 및 잠재능력개발, 장애인의 사회경제활동 참가의욕 고취, 장애인 능력에 대한 사회 일반의 이해 확대, 국제친선 촉진 및 지식과 프로그램 교류 등을 목적으로 개최국의 국제단체, 국제아빌림픽연합(IAF), 국제재활협회(RI)가 공통으로 개최하고 있다.
1981년 UN에서 정한 세계장애인의 해를 기념하여 장애인의 기능향상과 고용촉진, 직업능력에 대한 인식개선을 목적으로 일본에서 제1회 대회가 실시되었고 4년마다 세계 주요 도시에서 개최되고 있으며 참가연령은 17세부터 22세 사이이다.

## 개최 실적

### 제7회 대회
2007년 일본 시즈오카에서 열린 제7회 대회에서 Creating Web Pages 부문에서는 이제명(청각 2급)가 은메달을 수상하였다.

### 제8회 대회
2011년 대한민국 서울에서 열린 제8회 대회에서
웹마스터 부문에서는 곽민정(청각 2급)가 금메달을
화훼장식 부문에서는 송채환(하지장애 1급)가 금메달을 수상하였다.

#### 개요
- 대회 기간 : 2011.9.25 ~30, 6일간
- 개최지 : 서울 AT센터/서울 올림픽공원 올림픽홀
- 개최직종 : 40직종(직업기능경기 29, 직업기능경기-기초 4, 레저및생활기능경기 7)

#### 주관 단체
3개 기관이 공동으로 개최하였다.
- 제8회 서울국제장애인기능올림픽대회 조직위원회
- 국제시견인기능올림픽연합
- 국제유흥협회(Entertainment International)